# 辻川智也
辻川 智也（つじがわ ともや、1986年5月7日 - ）は、日本の実業家、著者。 グローバルドリームジャパン株式会社代表取締役。 一般社団法人日本ブロックチェーン産業協会理事。

## 著書
・暗号通貨とブロックチェーンの先に見る世界 ―テクノロジーはどんな夢を見せてくれるのか（2018年12月、梓書院、特別:文献資料/4870356368 ISBN 4774106631）
・加密货币与区块链所预见的世界（2019年、上海财经大学出版社、 ISBN 9787564233242）